# Campeonato Mundial de Rugby M19 División B de 2005
El Campeonato Mundial de Rugby M19 División B de 2005 se disputó en Sudáfrica y fue la vigésimo sexta edición del torneo en categoría M19.

## Resultados

### Primera Fase
| Pos. | Equipo         | Encuentros | Encuentros | Encuentros | Encuentros | Tantos  | Tantos    | Tantos     | Puntos Totales |
| Pos. | Equipo         | jugados    | ganados    | empatados  | perdidos   | a favor | en contra | diferencia | Puntos Totales |
| ---- | -------------- | ---------- | ---------- | ---------- | ---------- | ------- | --------- | ---------- | -------------- |
| 1    | Samoa          | 3          | 3          | 0          | 0          | 90      | 5         | +85        | 15             |
| 2    | Tonga          | 3          | 3          | 0          | 0          | 89      | 31        | +58        | 14             |
| 3    | Uruguay        | 3          | 2          | 0          | 1          | 106     | 25        | +81        | 12             |
| 4    | Italia         | 3          | 2          | 0          | 1          | 135     | 52        | +83        | 10             |
| 5    | Zimbabue       | 3          | 2          | 0          | 1          | 61      | 72        | -11        | 9              |
| 6    | Namibia        | 3          | 1          | 1          | 1          | 96      | 54        | +42        | 8              |
| 7    | Estados Unidos | 3          | 1          | 1          | 1          | 62      | 74        | -12        | 7              |
| 8    | Corea del Sur  | 3          | 1          | 0          | 2          | 76      | 80        | -4         | 6              |
| 9    | Rusia          | 3          | 1          | 0          | 2          | 32      | 83        | -51        | 5              |
| 10   | Paraguay       | 3          | 1          | 0          | 2          | 32      | 131       | -99        | 4              |
| 11   | España         | 3          | 0          | 0          | 3          | 19      | 91        | -72        | 0              |
| 12   | Chile          | 3          | 0          | 0          | 3          | 17      | 117       | -100       | 0              |

|  | Semifinales 1° al 4° puesto |

|  | Semifinales 5° al 8° puesto |

#### Resultados
| 1 de abril | Chile | 12 - 39 | Corea del Sur |  |  |

| 1 de abril | Italia | 15 - 25 | Tonga |  |  |

| 1 de abril | Namibia | 49 - 5 | España |  |  |

| 1 de abril | Samoa | 27 - 0 | Zimbabue |  |  |

| 1 de abril | Estados Unidos | 32 - 15 | Paraguay |  |  |

| 1 de abril | Uruguay | 41 - 0 | Rusia |  |  |

| 5 de abril | Italia | 91 - 0 | Paraguay |  |  |

| 5 de abril | Namibia | 20 - 20 | Estados Unidos |  |  |

| 5 de abril | Zimbabue | 25 - 23 | Uruguay |  |  |

| 5 de abril | Samoa | 36 - 5 | Chile |  |  |

| 5 de abril | Corea del Sur | 15 - 32 | Rusia |  |  |

| 5 de abril | España | 6 - 25 | Tonga |  |  |

| 9 de abril | Italia | 29 - 27 | Namibia |  |  |

| 9 de abril | Samoa | 27 - 0 | Rusia |  |  |

| 9 de abril | Corea del Sur | 22 - 36 | Zimbabue |  |  |

| 9 de abril | España | 8 - 17 | Paraguay |  |  |

| 9 de abril | Estados Unidos | 10 - 39 | Tonga |  |  |

| 9 de abril | Uruguay | 42 - 0 | Chile |  |  |

### Semifinales 9° al 12° puesto
| 13 de abril | Rusia | 15 - 14 | Chile |  |  |

| 13 de abril | Paraguay | 17 - 19 | España |  |  |

### Semifinales 5° al 8° puesto
| 13 de abril | Namibia | 17 - 19 | Estados Unidos |  |  |

| 13 de abril | Zimbabue | 17 - 25 | Corea del Sur |  |  |

### Semifinal 1° al 4° puesto
| 13 de abril | Samoa | 24 - 22 | Italia |  |  |

| 13 de abril | Tonga | 12 - 19 | Uruguay |  |  |

### 11° puesto
| 17 de abril | Paraguay | 22 - 38 | Chile |  |  |

### 9° puesto
| 17 de abril | Rusia | 38 - 0 | España |  |  |

### 7° puesto
| 17 de abril | Zimbabue | 21 - 33 | Namibia |  |  |

### Quinto puesto
| 17 de abril | Estados Unidos | 22 - 22 | Corea del Sur |  |  |

### Tercer puesto
| 17 de abril | Italia | 34 - 17 | Tonga |  |  |

### Final
| 17 de abril | Samoa | 36 - 17 | Uruguay |  |  |

| Bandera de Samoa |
| Campeón Samoa    |
| Segundo título   |